# 弗雷德里克·H·吉勒特
弗雷德里克·亨廷顿·吉勒特（英語：Frederick Huntington Gillett，/dʒɪˈlɛt/；1851年10月16日—1935年7月31日）为美国共和党籍政治人物，于1879年至1931年间先后在马萨诸塞州政府及美国国会参众两院担任公职，在此期间还曾担任美國眾議院議長长达六年之久。

## 早年生活及教育

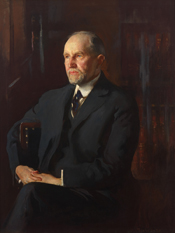
1920年的吉勒特

弗雷德里克·吉勒特出生于美国马萨诸塞州韦斯特菲尔德，其父为爱德华·贝茨·吉勒特，其母为露西·福勒·吉勒特。吉勒特先是在1874年毕业于阿默斯特學院，就读期间曾加入Alpha Delta Phi兄弟会。随后吉勒特于1877年毕业于哈佛法学院，并于同年开始了他在斯普林菲尔德的律师职业生涯。

## 职业生涯

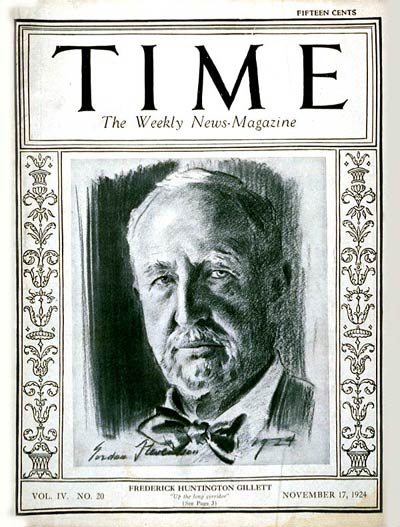
1924年11月17日《时代周刊》封面

吉勒特于1879年至1882年间担任马萨诸塞州总检察长助理，随后又当选马萨诸塞州众议院议员，任期为一年。1892年，吉勒特成功当选第53届美国国会众议院议员，之后他一直以共和党人的身份担任联邦众议员直至1925年。吉勒特在1914年1月24日曾提出过一项反对一夫多妻制的宪法修正案。
在1918年的国会选举中，共和党净增24个众议院席位从而成为众议院多数党，随后吉勒特获共和党核心小组提名参选众议院议长。在1919年5月19日的议长选举中，吉勒特以228比172的票数成功击败民主党籍的现任议长钱普·克拉克，成为了第66届国会的众议院议长。与其前任相比，吉勒特对众议院的控制力较小。根据一位记者的说法，吉勒特自诩为“早上不喝咖啡的人”，因为他担心这会“使其整天都保持清醒”。之后吉勒特于1921年和1923年两度连任众议员议长。
在1923年的议长选举中，由于共和黨进步派的作梗，无人在首轮议长选举中获得绝对多数票，因此需要进行多轮选举。在共和党领导层同意对进步派做出妥协后，吉勒特最终在第九轮投票时成功当选。此次议长选举乃是20世纪唯一一次需要多轮投票的议长选举，亦是美国历史上第十四次需要多轮投票的议长选举。上一次出现这一状况是在1859年，当时经过44轮投票后选出了威廉·彭宁顿作议长。而下一次出现这一状况是在2023年，在此次选举中凯文·麦卡锡经过15轮投票才最终当选议长。
吉勒特在1924年的选举中决定放弃连任转而参选马萨诸塞州的联邦参议员。他先是在初选中轻松击败了另外两位共和党候选人，随后又在决选中趁着柯立芝总统大获全胜的契机击败了曾经担任马萨诸塞州州长的现任民主党籍参议员戴维·沃尔什。这一胜利最终使其成为了1924年11月17日《时代周刊》的封面人物。他于1925年至1931年间在任，任期仅为一届。在1930年6月就禁酒问题进行质询时，吉勒特拒绝对此表达自己的看法。

## 个人生活
弗雷德里克·吉勒特于1915年11月25日与联邦众议员罗克伍德·霍尔的遗孀克里斯廷·赖斯·霍尔结婚。随后他于1934年出版了乔治·弗里斯比·霍尔的传记。乔治·弗里斯比·霍尔曾担任马萨诸塞州的联邦参众议员，亦是罗克伍德·霍尔的父亲。
在华盛顿特区就职期间，吉勒特喜欢在其空闲时间驾驶他的那辆1926年款庞蒂克跑车，此外还喜欢在早上打高尔夫球。退休后，吉勒特经常在加利福尼亚州帕萨迪纳过冬。吉勒特最终于1935年7月31日在位于斯普林菲尔德的一家医院逝世，享年83岁。

## 遗产
截至2022年，吉勒特是美国最后一位担任过联邦参议员的众议院议长。他在担任联邦众议员长达31年又11个月零27天后又成为联邦参议员，使其一度成为了美国历史上成为参议员前担任众议员时间最久的联邦参议员。不过这一纪录目前已于2013年7月被同州的埃德·马基（36年又8个月零13天）所打破。